# 我愛EYT
《綜藝精彩50年 我愛EYT》（英語：EYT Anniversary Edition）是2017年香港電視廣播有限公司（無綫電視）為紀念50周年台慶及《歡樂今宵》開播50周年紀念所製作的特備節目。

## 節目形式
第一集為90分鐘的現場直播節目，2017年11月11日（星期六）香港時間播映時間為20:00-21:30在翡翠台播出，而其後五集則由2017年11月13日至11月17日（星期一至五）22:30-23:00播出。而節目播出後亦於myTV SUPER提供網上節目重溫（集數上傳7天後會刪除）。亦為無綫電視50週年9部「台慶獻禮」之一。

## 紀念晚會現場直播
該節目的第一集為紀念晚會，於2017年11月11日在電視廣播城舉行，翡翠台於香港時間晚上8時04分至9時31分作現場直播，並分為六節播映。以下為當晚的節目流程：
- 第一節（20:04-20:16）：
  - 開場影片：介紹《歡樂今宵》的歷史
  - 半世紀金曲舞台
  - 各主持及嘉賓進場
- 第二節（20:19-20:30）：
  - 數白欖
  - 訪問節目第一代策劃人蔡和平
  - 怪招
  - 訪問廖偉雄及陳欣健
- 第三節（20:33-20:44）：最扮嘢金曲夜
  - 《要爭取快樂》：「肥蝦」（楊詩敏）
  - 《再坐一會》：「鄺美人」（吳麗珠）
  - 《活色生香》：「林柿祥」（區瑞強）
  - 《烈燄紅唇》：「梅菜芳」（陳煒）
- 第四節（20:49-21:02）：
  - 蝦仔爹地
- 第五節（21:06-21:16）：
  - Enjoy The Party（歌曲選唱）
  - 幸運星
- 第六節（21:20-21:31）：
  - 歡樂送大禮
  - 無言感激（向曾參與《歡樂今宵》的已故藝人致敬）
  - 現埸直播結束及唱晚安歌

在節目完結後，藝人曾志偉亦於電視廣播城職員餐廳舉行聯歡會。曾志偉表示，他早前獲無綫邀請策劃台慶綜藝節目，而最初的建議是《獎門人》或是《我愛香港》；但考慮到《歡樂今宵》的歷史最為悠久，十分具紀念價值和代表性，故最為適合；而自己亦出資購買抽獎禮物，同時亦印製1500件衛衣送給幕後人員。
該節目於2018年2月16日星期五（年初一）14:15-15:45在翡翠台重播。

## 每集內容
| 集數 | 播映日期 | 主持及嘉賓 |
| 01   | 11月11日 | 司儀：曾志偉、汪明荃、鄧梓峰、吳家樂、洪天明、祝文君、張美妮 歌星：古巨基 演出：羅蘭、杜平、胡楓、譚炳文、盧海鵬、夏雨、余子明、廖偉雄、鄧英敏、陳欣健、吳麗珠、林建明、森森、斑斑、戚美珍、賈思樂、區瑞強、陳煒、楊詩敏 藝員訓練班：陳嘉慧、鄭雋熹、林浩文 嘉賓：蔡和平、任平平、葉尚華、余慕蓮、顏國樑、朱維德、溫柳媚、梁舜燕、詹秉熙、丁羽、王天麗、鄧兆尊、崔士曦                                                                  |
| 02   | 11月13日 | 主持：曾志偉、汪明荃、鄧梓峰、阮兆祥、江欣燕、張美妮 嘉賓：《誇世代》演員（陳豪、田蕊妮、江美儀、譚凱琪、莊思敏、吳業坤、蔣家旻、余德丞） 藝員訓練班：葉蒨文、陳嘉慧、鄭雋熹、林浩文、吳天佑、周嘉全、梁嘉駿、蘇逴殷、鄒兆霆、陳戩浩、黎寬怡、孟苑榕、胡美貽 |
| 03   | 11月14日 | 主持：曾志偉、汪明荃、鄧梓峰、阮兆祥、江欣燕、張美妮 嘉賓：《降魔的》演員（黃智雯、胡鴻鈞、謝雪心、蔣志光、趙永洪、譚嘉儀、林凱恩） 藝員訓練班：葉蒨文、陳嘉慧、鄭雋熹、林浩文、梁嘉駿、吳天佑、黎寬怡、蘇逴殷、周嘉全、鄒兆霆、孟苑榕、陳戩浩 |
| 04   | 11月15日 | 主持：汪明荃、鄭丹端、黎芷珊、鄧梓峰、張美妮 嘉賓：《老表，畢業喇！》演員（王祖藍、郭晉安、泰臣、林盛斌、陳明恩、小寶、吳沚默） 歌星：Super Girls Big Big 小明星：譚奕峻、周筠浩、何珀廉 藝員訓練班：葉蒨文、陳嘉慧、鄭雋熹、林浩文、梁嘉駿、陳戩浩、蘇逴殷、吳天佑、邵展鵬、周嘉全、鄒兆霆、孟苑榕、黎寬怡、胡美貽、吳子、梁百川、余根富、鄧嘉傑、何晉樂、李顯曜、羅永健、程浩駿、樓嘉豪、簡家麒、彭翔翎、伍樂怡、黃凱琪、梁雯蔚、邱晴 |
| 05   | 11月16日 | 主持：鄭丹端、黎芷珊、鄧梓峰、阮兆祥、張美妮 嘉賓：《溏心風暴3》演員（夏雨、李司棋、關菊英、苗可秀、黃翠如、岑麗香、陳敏之、李國麟、韓馬利、莊思敏、鄭希怡） 藝員訓練班：葉蒨文、陳嘉慧、黎寬怡、鄭雋熹、林浩文 |
| 06   | 11月17日 | 主持：汪明荃、曾志偉、鄧梓峰、阮兆祥、江欣燕、張美妮 嘉賓：新秀歌唱大賽歌星（蘇永康、杜德偉、梁漢文、吳國敬、胡渭康、黃翊、歐陽德勛、戴蘊慧、湯寶如、車婉婉、滕麗名） 其他嘉賓：陳國強、余詠珊、樂易玲、許冠文、鄺美雲 藝員訓練班：葉蒨文、陳嘉慧、胡美怡、黎寬怡、鄭雋熹、蘇逴殷、梁嘉駿、吳天佑 |

## 收視
該節目於翡翠台24小時跨平台之收視紀錄：
| 週次 | 集數 | 日期                     | 收視率 | 備註 |
| 1    | 1    | 2017年11月11日           | 18.2點 |      |
| 2    | 2－6 | 2017年11月13日－11月17日 | 18.3點 |      |

## 外部連結
- 《我愛EYT》 (90分鐘特輯) - 主頁 - tvb.com
- 《我愛EYT》 - 主頁 - tvb.com

## 電視節目的變遷
| 香港無綫電視翡翠台 星期六 20:00-21:30 時段      | 香港無綫電視翡翠台 星期六 20:00-21:30 時段 | 香港無綫電視翡翠台 星期六 20:00-21:30 時段 |
| ----------------------------------------------- | ------------------------------------------ | ------------------------------------------ |
|                                                 | 我愛EYT（90分鐘特輯） （2017.11.11）       |                                            |
| 我係小廚神3 （2017.09.02 - 2017.11.04）         | 汪明荃50周年世紀盛宴 （2017.11.18）        |                                            |
| 香港無綫電視翡翠台 星期一至五 22:30-23:00 時段  |                                            |                                            |
| 森美旅行團（第一輯） （2017.10.30－2017.11.10） | 我愛EYT （2017.11.13－2017.11.17）         | 齊癲大聖福祿壽 （2017.11.20－2017.11.24）  |